# Haapavesi
Haapavesi est une ville du centre-ouest de la Finlande, dans la Province d'Oulu et la région d'Ostrobotnie du Nord.

## Géographie
Elle est située en bordure est des plaines d'Ostrobotnie, dans une région largement marécageuse traversée par le fleuve Pyhäjoki. La proximité de la partie terminale de la moraine de Suomenselkä rompt la monotonie du paysage et le relief y est clairement présent, du moins à l'échelle de l'Ostrobotnie.
La commune, de grande taille, est entourée par 9 autres villes et municipalités rurales. Dans le sens des aiguilles d'une montre, ce sont Haapajärvi au sud, Nivala au sud-ouest, Ylivieska et Oulainen à l'ouest, Vihanti au nord, Rantsila et Pulkkila au nord-est, Piippola à l'est et enfin Kärsämäki au sud-est.

## Politique

### Elections municipales
Aux élections municipales de 2017 les sièges ont été répartis comme suit :
| Parti                                     | Sièges | Voix   | Voix   |
|                                           | nombre | nombre | %      |
| ----------------------------------------- | ------ | ------ | ------ |
| Keskusta                                  | 17     | 1 874  | 59,5 % |
| Vasemmistoliitto                          | 5      | 588    | 18,7 % |
| Perussuomalaiset                          | 4      | 422    | 13,4 % |
| Kokoomus                                  | 1      | 164    | 5,2 %  |
| SDP                                       | 0      | 102    | 3,2 %  |
| Total                                     | 27     | 3 150  | 100 %  |
| Source: Yle: Haapavesi – Kuntavaalit 2017 |        |        |        |

## Démographie
Depuis 1980, l'évolution démographique d'Haapavesi est la suivante :
| Année      | 1980  | 1985  | 1990  | 1995  | 2000  | 2005  |
| ---------- | ----- | ----- | ----- | ----- | ----- | ----- |
| population | 7 351 | 7 782 | 8 190 | 8 349 | 7 983 | 7 680 |

| Année      | 2010  | 2015  | 2020  |
| ---------- | ----- | ----- | ----- |
| population | 7 418 | 7 167 | 6 760 |

## Lieux et monuments
- Église d'Haapavesi
- Mairie d'Haapavesi
- Centrale électrique de Kanteleen voima.

## Économie
Petit centre administratif et étudiant, elle compte plusieurs moyennes industries dynamiques, la plus importante étant une usine agro-alimentaire du groupe Valio  Pohjolan Maito.
La centrale électrique à tourbe Kanteleen Voima Oy est également un gros employeur.

### Principales entreprises
En 2021, les principales entreprises d'Haapavesi par chiffre d'affaires sont :
| Société                   | C.A.   |
| ------------------------- | ------ |
| Osuuskunta Pohjolan Maito | 223 M€ |
| Sievi Hyvinvointitilat Oy | 13 M€  |
| M-Filter Oy Ab            | 10 M€  |
| Agronic Oy                | 7 M€   |
| Puhuri Oy                 | 6 M€   |
| Haapaveden Puukaluste Oy  | 6 M€   |
| Demeca Oy                 | 5 M€   |
| Kanteleen Voima Oy        | 5 M€   |
| CT Industrial Oy          | 4 M€   |
| Nevalanmäen Perhekoti     | 4 M€   |

### Employeurs
En 2021, ses plus importants employeurs sont:
| Employeur                        | Employés |
| -------------------------------- | -------- |
| M-Filter Oy Ab                   | 62       |
| Nevalanmäen Perhekoti            | 45       |
| Demeca Oy                        | 35       |
| Osuuskunta Pohjolan Maito        | 29       |
| Asennus Velj. Mustanoja Oy       | 25       |
| Kaivinkonetyöt Hannu Jantunen Oy | 23       |
| Pohjolan Sähkösepät Oy           | 22       |
| Entersec Oy                      | 18       |
| Timber-Hirsi Oy                  | 13       |
| Tehorakentajat Törmälehto Oy     | 13       |

## Transports
La capitale provinciale Oulu est à 121 km et Helsinki à 516 km. Haapavesi est traversée par la route nationale 28.

### Distances
Villes majeures :
- Helsinki 516 km
- Jyväskylä 246 km
- Oulu 121 km
- Tampere 389 km
- Turku 533 km

Gares :
- Oulainen 35 km
- Ylivieska 45 km
- Nivala 33 km

Aéroports :
- Oulu 120 km
- Kokkola 140 km

## Personnalités
| - Aarne Ehojoki, architecte - Ahti Pekkala, politicien - Martti Pokela, musicien - Matti Luttinen, politicien | - Sami Niku, hockeyeur - Sauli Rytky, skieur - Tapani Niku, skieur |

## Jumelages
| Ville | Ville             | Pays | Pays     | Période     |
| ----- | ----------------- | ---- | -------- | ----------- |
|       | Belomorsk         |      | Russie   | depuis 1990 |
|       | Commune de Ridala |      | Estonie  | depuis 1991 |
|       | Älvsbyn           |      | Suède    | depuis 1974 |
|       | Žatec             |      | Tchéquie | depuis 1994 |